# Adolphe Pieyre
Pour les articles homonymes, voir Pieyre.
Adolphe Pieyre est un écrivain, journaliste et homme politique français né le 27 août 1848 à Nîmes (Gard) et mort le 22 février 1909 au château de Castelfort à Montblanc (Hérault). Il fut l'auteur d'une Histoire de Nîmes de 1830 à nos jours, ainsi que de nombreux romans et ouvrages en prose (L'Épreuve, Lettres de ma garrigue...) ; il collabora au Figaro et au Gaulois.

## Mandats
- Conseiller municipal de Nîmes (1874-?)
- Député du Gard (1882-1885)

## Fonctions
- Membre de la Société des gens de lettres
- Membre de la Société des agriculteurs de France
- Secrétaire de la Société des amis des arts
- Directeur de la Revue du Midi[1].

## Œuvres
- Débora la bohémienne, ed. Dubois (Nîmes) [lire en ligne]
- Toiras, maréchal de France, ed. A. Catélan (Nîmes), 1893 [lire en ligne].
- Histoire de la ville de Nîmes depuis 1830 jusqu'à nos jours, Nîmes, Catelan , 1886-1887, 2 vol.
- Le salon de Nimes , 1888, Nimes, 1888, lire en ligne sur Gallica
- Gilberte de Saint-Guilhem, Paris, 1883,  Blériot et Gautier , 1883, 264 p.
- Le Capitaine de La Fayolle, Paris, 1881,  Blériot frères, 395 p.

## Sources
- « Pieyre (Adolphe) », dans Dictionnaire biographique du Gard, Paris, Flammarion, coll. « Dictionnaires biographiques départementaux » (no 45), 1904 (BNF 35031733), p. 509-512.
- « Adolphe Pieyre », dans Adolphe Robert et Gaston Cougny, Dictionnaire des parlementaires français, Edgar Bourloton, 1889-1891 [détail de l’édition]
- Henry Carnoy, Dictionnaire biographique international des écrivains, Vol 1-4, Georg Olms Verlag, 1987 p. 59-60